# Supercoppa greca 2007 (pallavolo)
La Supercoppa greca 2007 si è svolta il 24 settembre 2007: al torneo hanno partecipato due squadre di club greche e la vittoria finale è andata per la terza volta all'Īraklīs Salonicco.

## Regolamento
Le squadre hanno disputato una gara unica.

## Squadre partecipanti
| Squadra           | Qualificazione                     |
| ----------------- | ---------------------------------- |
| Īraklīs Salonicco | Vincitrice A1 Ethnikī 2006-07      |
| Panathīnaïkos     | Vincitrice Coppa di Grecia 2006-07 |

## Torneo
| 24 settembre 2007 PAOK Sports Arena, Salonicco Durata: ? - Spettatori: ? | Īraklīs Salonicco | 3 - 2 | Panathīnaïkos | 25-20, 19-25, 25-23, 20-25, 15-11 |